# Curepipe Starlight Sports Club
Il Curepipe Starlight Sports Club è una società calcistica di Mauritius con sede a Curepipe. Milita nella Mauritian League, la massima divisione del calcio mauriziano.
Hanno vinto il campionato per la prima volta nel 2007, e quindi si sono qualificati per la CAF Champions League 2008.

## Rosa 2011
| N. |                      | Ruolo | Calciatore           |
| -- | -------------------- | ----- | -------------------- |
| 2  | Mauritius (bandiera) | D     | Yash Veeranah        |
| 3  | Mauritius (bandiera) | D     | Johan Candassamy     |
| 5  | Mauritius (bandiera) | C     | Louis Fabrice Pithia |
| 6  | Mauritius (bandiera) | C     | Sewraj Dawoochand    |
| 8  | Mauritius (bandiera) | C     | Fabrice Pauline      |
| 9  | Mauritius (bandiera) | C     | Arnaud Stafford      |
| 10 | Mauritius (bandiera) | C     | Tomy Sanhoboa        |
| 12 | Mauritius (bandiera) | C     | Johan Marmitte       |
| –  | Mauritius (bandiera) | P     | Yannick Macoa        |
| –  | Mauritius (bandiera) | D     | Vincent Labonte      |
| –  | Mauritius (bandiera) | D     | Jean-Marie Narsou    |

| N. |                       | Ruolo | Calciatore                           |
| -- | --------------------- | ----- | ------------------------------------ |
| –  | Mauritius (bandiera)  | D     | Angelito St-Mart                     |
| –  | Mauritius (bandiera)  | D     | Christophe Maxime Desvaux de Marigny |
| –  | Mauritius (bandiera)  | D     | Luc Romain Harel                     |
| –  | Mauritius (bandiera)  | D     | Joseph Michel Pilot                  |
| –  | Mauritius (bandiera)  | D     | Julian George Robinson               |
| –  | Mauritius (bandiera)  | C     | David Lim Sik Fang                   |
| –  | Mauritius (bandiera)  | C     | Jeannot Lamarque                     |
| –  | Mauritius (bandiera)  | C     | James Percy Keisler                  |
| –  | Mauritius (bandiera)  | C     | Xavier Thierry Kœnig                 |
| –  | Mauritius (bandiera)  | A     | David Azie                           |
| –  | Madagascar (bandiera) | A     | Njiva Tsilavina Rakoarimalala        |

## Stadio
Il club gioca le gare casalinghe allo Stade George V che ha una capacità di 6000 posti a sedere.

## Palmarès

### Competizioni nazionali
- Mauritian League: 4

2007, 2008, 2009, 2013